# Грејсон (Оклахома)
Грејсон (енгл. Grayson) град је у америчкој савезној држави Оклахома.

## Демографија
По попису из 2010. године број становника је 159, што је 25 (18,7%) становника више него 2000. године.
| Група             | 2000.      | 2010.      |
| Белци             | 13 (9,7%)  | 23 (14,5%) |
| Афроамериканци    | 83 (61,9%) | 85 (53,5%) |
| Азијати           | 0 (0,0%)   | 0 (0,0%)   |
| Хиспаноамериканци | 3 (2,2%)   | 6 (3,8%)   |
| Укупно            | 134        | 159        |